# Негрень (Арджеш)
Негрень, Негрені (рум. Negreni) — село у повіті Арджеш в Румунії. Входить до складу комуни Дирменешть.
Село розташоване на відстані 112 км на північний захід від Бухареста, 15 км на північ від Пітешть, 114 км на північний схід від Крайови, 91 км на південний захід від Брашова.

## Населення
За даними перепису населення 2002 року у селі проживали 652 особи, з них 651 особа (99,8%) румунів. Усі жителі села рідною мовою назвали румунську.